# Desmodue
Den Namenszusatz desmodue tragen alle Ducatis mit Zweiventil-Zylinderköpfen. Das Wort setzt sich aus Desmodromik und due (italienisch, zwei) zusammen. Bis 1988 hatten alle Ducatis Zweiventiltechnik, weshalb der Begriff erst mit Erscheinen der Vierventiler-Ducati, den desmoquattros, geprägt wurde. Aufgrund des technischen Leistungsnachteils der Zwei- gegenüber der Vierventiltechnik, werden die desmodue-Motoren nicht in den Superbikes verbaut. Aufgrund der niedrigeren Leistungsdichte dieser Motoren kommen sie, im Gegensatz zu den desmoquattros, noch mit Luft/Ölkühlung anstatt Wasserkühlung aus.